# Truls Jenssen
Truls Jenssen (Tromsø, 28 giugno 1961) è un allenatore di calcio ed ex calciatore norvegese, di ruolo centrocampista.

## Biografia
È il padre di Ruben ed Ulrik Yttergård Jenssen, entrambi calciatori professionisti.

## Carriera

### Giocatore

#### Club
Jenssen ha giocato per tutta la carriera nel Tromsø. Ha debuttato nella prima squadra nel 1979 e, nel campionato 1985, il club ha centrato la promozione nella 1. divisjon. Ha esordito nella massima divisione norvegese in data 1º maggio 1986, trovando anche la via del gol nel pareggio per 1-1 contro il Kongsvinger. Ha contribuito alla vittoria finale del Norgesmesterskapet 1986. Ha collezionato complessivamente 295 presenze in squadra, con 54 reti all'attivo (incontri di coppa inclusi). Si è ritirato nel 1993.

### Allenatore
Dopo il ritiro dall'attività agonistica, è stato vice-allenatore al Tromsø dal 1993 al 1996. Nel 1997 è diventato allenatore del Sogndal. Dal 1998 al 2006 ha ricoperto lo stesso incarico al Tromsdalen. Successivamente, è tornato al Tromsø in veste di allenatore delle giovanili.
Il 26 giugno 2017, l'allenatore del Tromsø Bård Flovik è stato sollevato dall'incarico e Jenssen ne ha preso il posto ad interim, in attesa di una soluzione definitiva. Il 12 luglio 2017, Simo Valakari è stato nominato nuovo allenatore del Tromsø.

## Palmarès

### Giocatore

#### Club

##### Competizioni nazionali
- Coppa di Norvegia: 1

Tromsø: 1986